# Дика природа
Дика природа — великі, значною мірою некеровані, неконтрольовані і незмінені людьми або здатні відновитися до такого стану ділянки землі, де підтримується місцеве біорізноманіття (включаючи хижаків), екосистемні процеси і є малозмінена людиною нежива природа (скелі, дюни, гори, водні джерела і тощо). На цих ділянках дика природа відтворюється без допомоги людини, природним шляхом, «диким» типом, зберігаючи саморегуляцію за рахунок внутрішніх зв'язків. Дика природа — це земля з власною волею. Ділянка дикої природи може також бути деякою мірою культурним ландшафтом, який використовується аборигенних народом протягом десятків тисяч років.
Територія дикої природи допускає сучасне невелике і ненастійливе людське вторгнення, але так, щоб природні процеси продовжували еволюціонувати. Дика природа не буває статичною і може мати кілька ступенів порушенності людиною.
Першими в світі США дали юридичне визначення дикої природи, яке закріплено в Законі 1964 р. «Про дику природу».

## Сучасна ідея дикої природи
Сучасна ідея дикої природи — система поглядів і підходів до дикої природи і її охорони, заснованих на тому, що дика природа — не тільки ресурс або важливий компонент екологічних систем. Дика природа — це ще й суб'єкт, зовсім інше, священний простір, Мати-Богиня, інша, більш стародавня цивілізація, існуюча поза людським контролем, повноправний партнер людини.
Дика природа має свою внутрішню цінність, свої інтереси, свою гідність, свою мету і права на існування і свободу. Сучасна ідея дикої природи спрямована на порятунок від знищення всієї дикої природи, що залишилася на Землі.

## Етика дикої природи
У 1976 р. американський географ і захисник дикої природи Лінда Гребер випустила книгу «Дика природа як священний простір», в якій виклала концепцію етики дикої природи. На її думку етика дикої природи — це радикальний напрямок екологічної етики, орієнтованої на повагу свободи, інших прав дикої природи і шанування дикої природи як священного простору. Її мета — максимальне невикористання дикої природи, а також заповідання якомога більших площ дикої природи.

## Цінності дикої природи
Цінностями дикої природи є суб'єктивна оцінка її значення, мотивуюча поведінку людини. Цінності дикої природи діляться на зовнішні і внутрішню. До зовнішніх цінностей відносяться утилітарні — економічна, рекреаційна, а також не утилітарні — релігійна, екологічна, естетична, освітня, патріотична, етична, духовна, історико-культурна, наукова.
Внутрішня цінність дикої природи означає, що об'єкт цінний сам по собі, сам для себе, незалежно від користі для інших.

## Етико-естетичний підхід у заповідній справі й охороні дикої природи
Етико-естетичний підхід у заповідній справі й охороні дикої природи — філософський напрямок у створенні охоронюваних природних територій і захисті біорізноманіття, розроблений в Російській імперії наприкінці XIX — на початку XX століть російськими та українськими піонерами охорони природи — І. П. Бородіним, Д. М. Анучиним, Г. А. Кожевніковим, O.П. Семеновим-Тян-Шанським, В. І. Талієвим, В. Є. Тімоновим. Центральною його ідеєю є твердження етичної та естетичної цінності світу природи, права дикої природи і видів диких живих істот на існування, необхідність формування гуманного ставлення людей до дикої природи і всіх живих істот незалежно від їх практичної користі, високе оцінювання нематеріальних цінностей дикої природи. Після 1917 р., в силу відомих політичних причин, даний підхід був відданий в СРСР забуттю. В даний час ідеї етико-естетичного підходу послужили для розробки принципів ідеї абсолютної заповідності.

## Піонери охорони дикої природи України
До піонерів охорони дикої природи в Україні належить група українських, російських, польських, румунських і чеських вчених-природничників і громадських діячів, які першими на рубежі XIX-XX століть заговорили про право дикої природи на існування і захист її матеріальних і нематеріальних цінностей. До них слід віднести В. Г. Аверіна, М. П. Акімова, О. О. Браунера, Г. О. Бризгаліна, П. Ф. Бузука, М. І. Гавриленка, В. Я. Гурського, Н. О. Десятову-Шостенко, Й. Пачоського, С. О. Іллічівського, М. І. Котова, Є. М. Лавренка, Б. Лучаківського, В. Ф. Ніколаєва, А. Л. П'ясецького, М. С. Шалита, М. В. Шарлеманя, О. О. Шумера, О. А. Янату, І. І. Пузанова, Ф. Е. Фальц-Фейна (всі Україна), Ш. Вердака, В. Дзєдушицького, П. Контні, С. Мацька, О. Мріца, Я. Павликівського, М. Рациборського (всі Польща), М. Гушуляка (Румунія), А. Златника (Чехія), В. В. Докучаєва, Г. О. Кожевнікова, П. К. Козлова, М. Е. Мартіно, В. В. Станчинського, В. М. Сукачова, В. І. Талієва, Ф. Ф. Шилінгера (Росія). У 1930-х роках третину піонерів охорони дикої природи, що проживали на території Радянської України, було репресовано.

## Охорона перших об'єктів дикої природи на території України
Перша ділянка дикої природи — Пам'ятка Пеняцька на території сучасної України була заповідана в 1886 р. графом В. Дзєдушицьким (поблизу села Пеняки, під м. Броди в Тернопільському воєводстві, зараз Львівська область). У 1889 р. багатий землевласник Херсонської губернії Ф. Е. Фальц-Фейн взяв під охорону ділянка цілинного степу в своєму маєтку Асканія-Нова. У 1898 р. він бере під охорону нові ділянки цілини в 500 і 120 десятин, де починаються постійні дослідження ботаніка Й. Пачоського. У 1910 р. Хортицьке товариство охоронців природи викупило скельну ділянку Дніпра під сучасним м. Запоріжжя в кілька сот гектарів і взяло під охорону. У 1913 р. Кримське товариство дослідників природи та любителів природи взяло під охорону степову дільницю під Сімферополем. У 1914–1915 рр. граф Кочубей взяв під охорону 160 десятин свого Карлівського бору біля Диканьки.

## Розгроми заповідників
Значної шкоди охороні дикої природи України було завдано в результаті проведених у СРСР в 1951 р. і в 1961 р. масових закриттях заповідників. У 1951 р. з ініціативи Й. Сталіна, Л. Берії та М. Малєнкова в СРСР було закрито 88 заповідників, з них 19 — в Україні. У 1961 р. з ініціативи М. Хрущова в СРСР було закрито додатково 16 заповідників. На це раз на Україні, завдяки опору керівництва республіки, насамперед Д. Коротченка, жоден з українських заповідників ні закрито, лише був скорочений штат Чорноморського та Українського степового заповідників.

## Охорона дикої природи в США та інших країнах
Першим у США питання про охорону дикої природи підняв у середині XIX століття відомий американський екофілософ Г. Торо. У 1940–1950-х роках відомі американські захисники дикої природи О. Леопольд, Б. Маршалл, Г. Занісер стали піднімати питання про необхідність законодавчої охорони ділянок дикої природи США. Г. Занісером був розроблений проект Закону «Про дику природу», який в 1964 р. був прийнятий Конгресом США і підписаний Президентом США Л. Джонсоном. Під захист держави було взято 53 території загальною площею 9,1 млн акрів дикої природи у 13 штатах. На виділених територіях дикої природи в основному заборонялася комерційна діяльність, використання доріг та автотранспорту, зведення будівель і споруд. Метою створеної Національної системи територій дикої природи став їх захист від економічного використання. Одночасно в них дозволялася примітивна рекреація. На 2005 р. до Національної системи територій дикої природи входило 106.498.016 акрів, або 677 ділянок дикої природи, розташованих в 44 штатах, що становить 4,7% площі країни, або площу рівну штату Монтана.
Слід додати, що подібна законодавча база щодо захисту ділянок дикої природи існує в Канаді, Австралії та Фінляндії.
Див. також Європейська дика природа.

## Інтепретація дикої природи
Інтерпретація дикої природи (тлумачення, пояснення, виховання в єдності з освітою, переклад «мови» природи на людську мову) — освітня діяльність, спрямована на розкриття значення природних об'єктів та їх взаємин в природі через екскурсійну діяльність, особисте знайомство з природою, непряме демонстрування цінностей природи, передумова і створення основи для оцінювання, що робить дику природу поцінованою. Цей термін був запропонований американським захисником дикої природи Джоном М'юром в перше десятиліття XX ст. Інтепретація стала практикуватися в американських і канадських національних парках, а також на територіях дикої природи. Останнім часом набула поширення в Україні та інших європейських країнах.

## Екологічні ризики
На жаль, у ряді випадків інтерпретація дикої природи перетворюється на організацію розваг для людей на лоні дикої природи з метою отримання прибутку, що ніяк не в'яжеться із завданнями інтерпретаційної діяльності в дикій природі. У цьому випадку дикій заповідній природі завдається непоправна екологічна шкода, у зв'язку з чим Законом України «Про природно-заповідний фонд України» будь-який туризм в природних заповідниках, а також в заповідних зонах національних природних парків та біосферних заповідників заборонений.

## Критика
Американську концепцію дикої природи критикували деякі письменники дикої природи. Наприклад, Вільям Кронон пише, що те, що він називає етикою або культом дикої природи, може «навчити нас бути зневажливими або навіть презирливими до таких місць і переживань», і що «дика природа має тенденцію віддавати перевагу деяким частинам природи за рахунок інших» використовуючи в якості прикладу «могутній каньйон, більш надихаючий, ніж скромне болото». Це найбільш ясно видно з того факту, що майже у всіх національних парках США збереглися вражаючі каньйони і гори, і тільки в 1940-х роках болото стало національним парком - Еверглейдс. В середині 20-го століття національні парки почали охороняти біорізноманіття, а не просто привабливі пейзажі.
Кронон також вважає, що пристрасть до порятунку дикої природи «становить серйозну загрозу відповідальному енвайронменталізму» і пише, що він дозволяє людям «дати собі дозвіл ухилитися від відповідальності за життя, яку ми насправді ведемо ....до такої міри, що ми живучи в міській-індустріальної цивілізації, в той же час прикидаємо себе, ніби наш справжній дім знаходиться в дикій природі».

## Фотогалерея

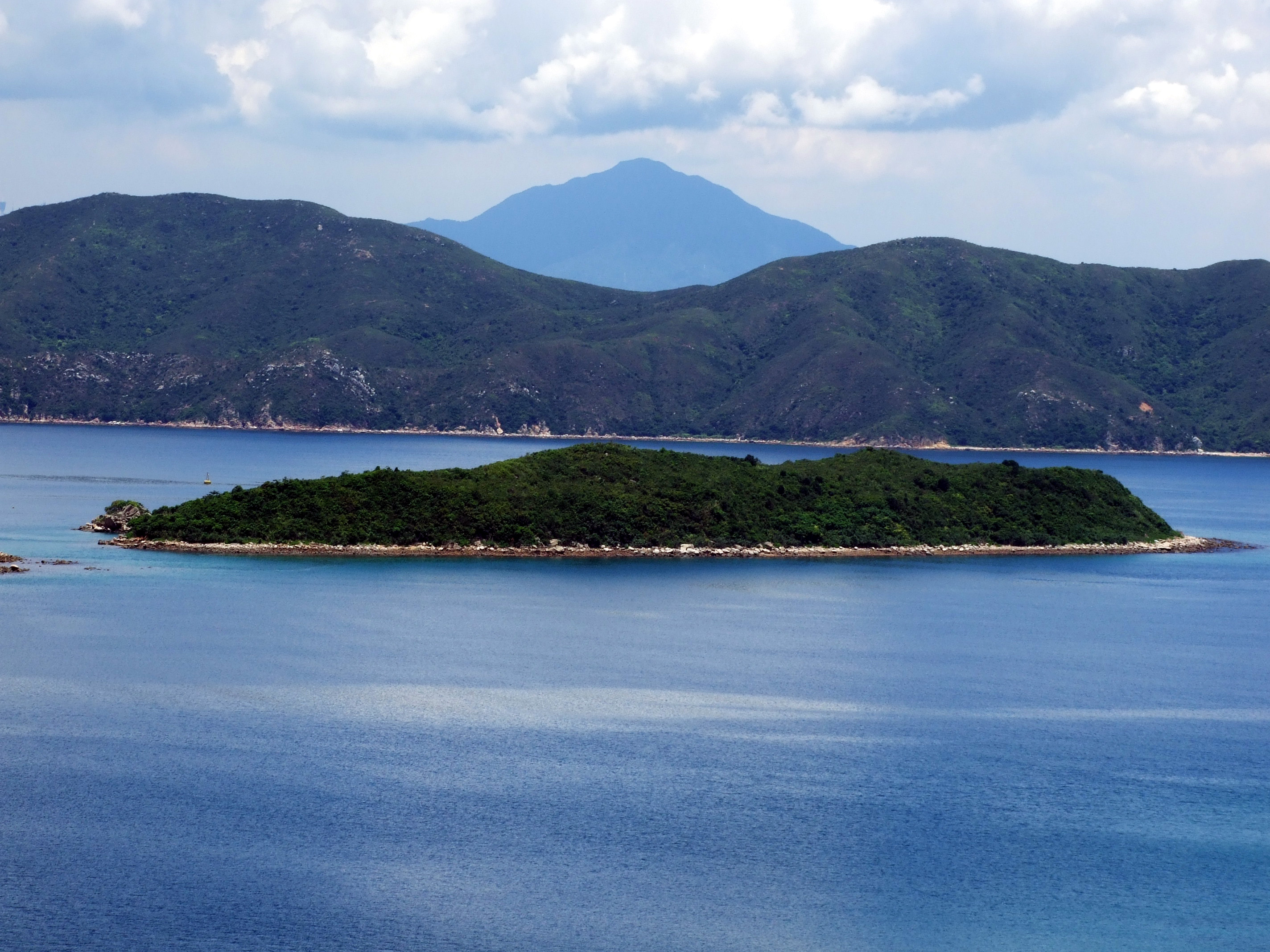
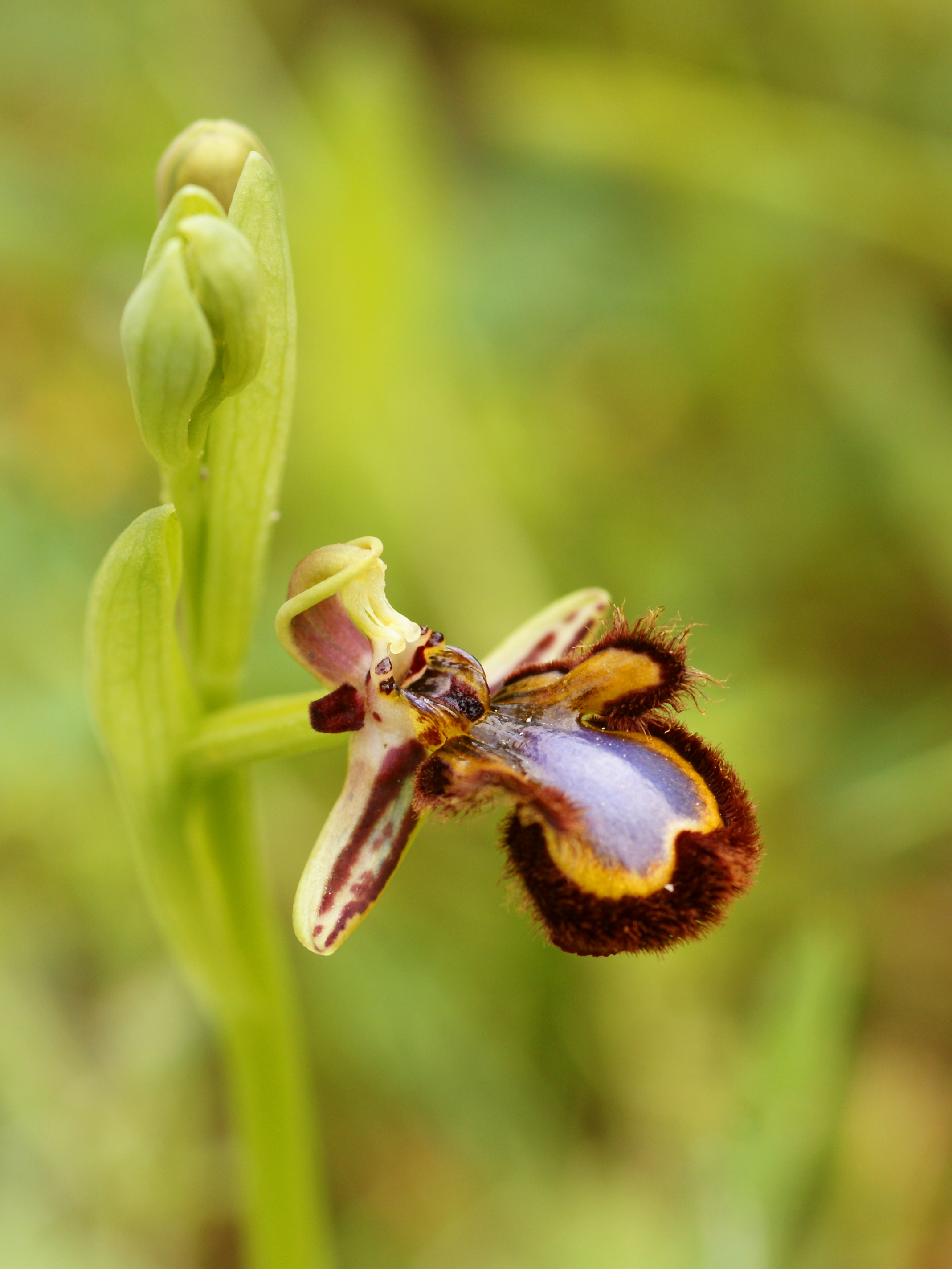
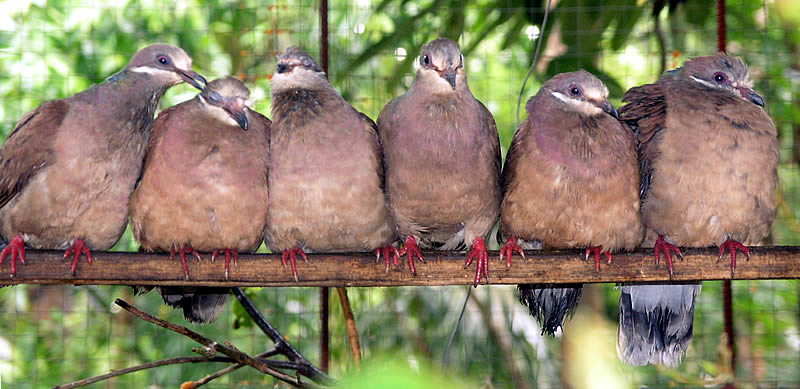
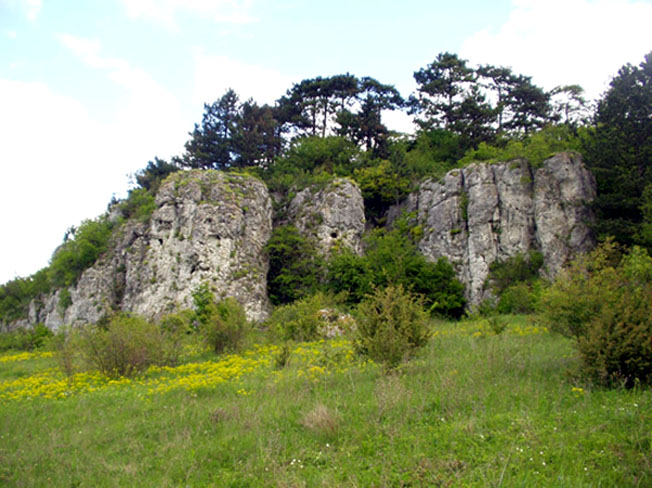
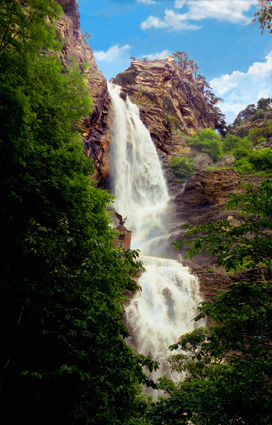
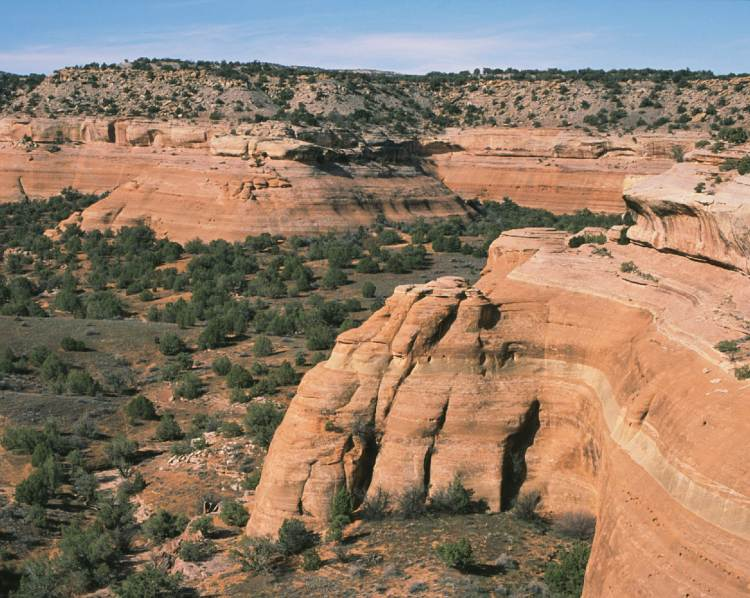
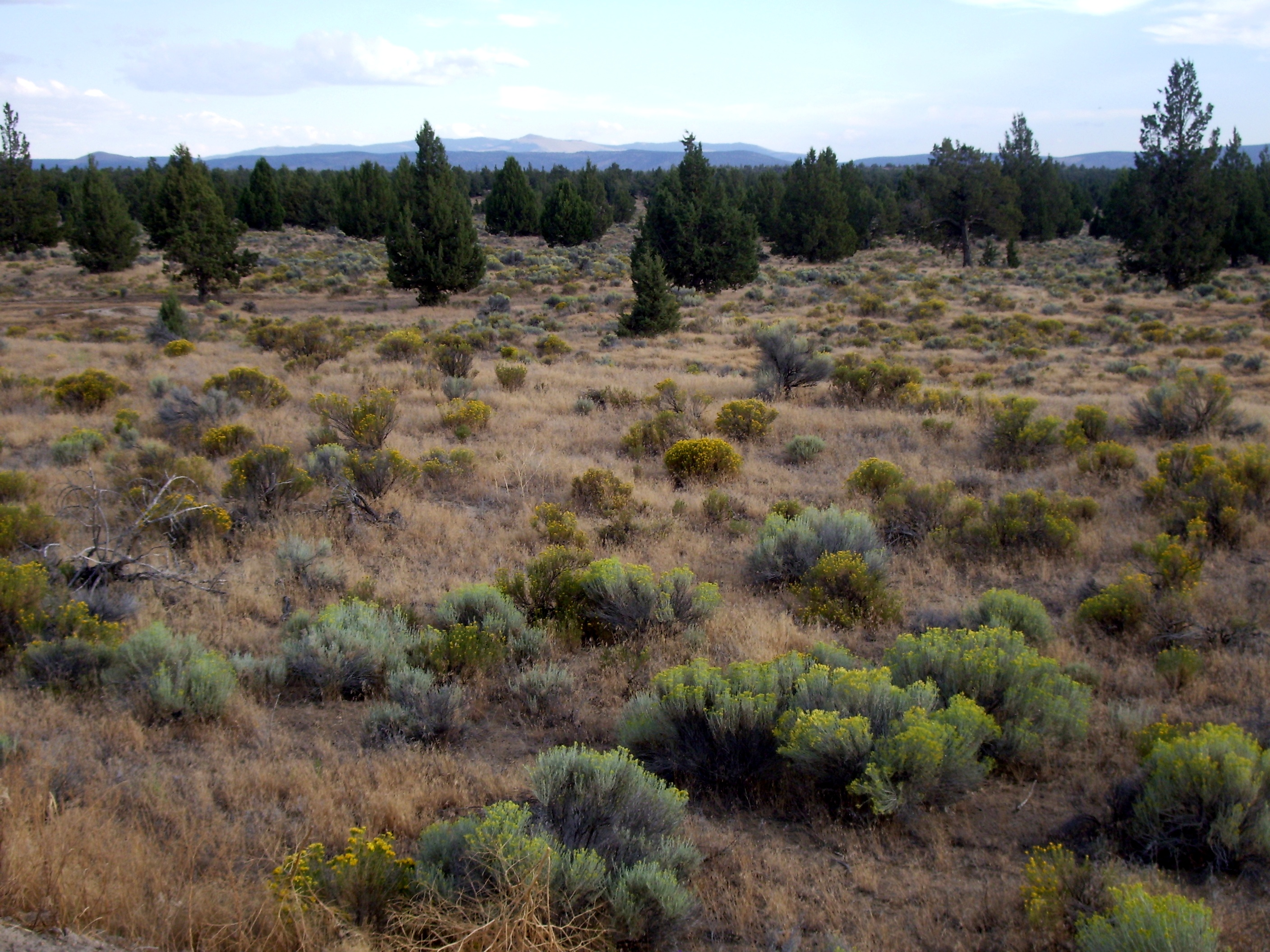
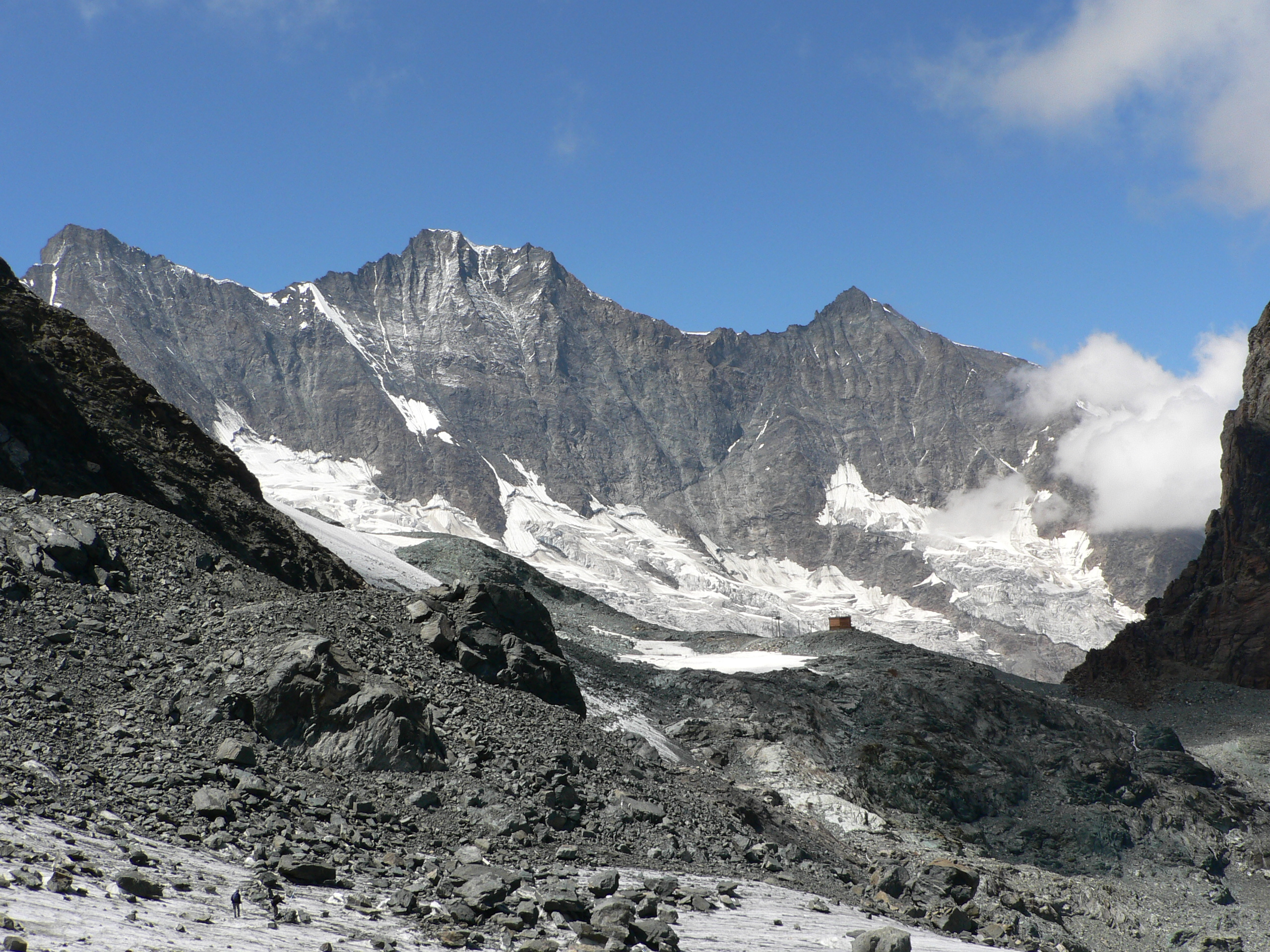